# Henry Peach Robinson
Henry Peach Robinson (Ludlow, Shropshire, 9 de julio de 1830 - Royal Tunbridge Wells, Kent, 21 de febrero de 1901) fue un fotógrafo inglés. Comenzó su carrera artística como pintor de la escuela prerrafealista,[cita requerida] profesión que abandonó para dedicarse a la fotografía, abriendo un estudio fotográfico en 1857.

## Biografía
Inicialmente aplicó a sus imágenes las ideas de la fotografía academicista aportando un poco más de lirismo (influencia del prerrafaelismo).
Su obra más célebre, Los Últimos Instantes, 1858, es considerado el primer fotomontaje de la historia (cada una de las personas que aparecen corresponde a un negativo distinto). Muestra a una joven moribunda en representación teatral, donde nada queda de los aspectos documentales o testimoniales propios de la fotografía. Al igual que Oscar Gustav Rejlander recurre al fotomontaje con el empleo de varios negativos (en esta obra un mínimo de 4), pero sin embargo su obra tiene más que ver con el romanticismo (algunos críticos señalan que el fondo y el personaje del padre recuerdan al paisajista alemán Friederich). Siguiendo las ideas de la fotografía academicista trata el tema de la muerte con el objetivo de pretender su control (representación ideal de la realidad para su manejo).
Perteneció a la Real Sociedad Fotográfica de Gran Bretaña y, posteriormente, al Linked Ring de la que fue cofundador. Las ideas que habrían de provocar el nacimiento de esta última, se encontraban en su obra teórica Efecto Pictorial en Fotografía, 1869, la cual supone un referente básico del pictorialismo fotográfico.

## Galería

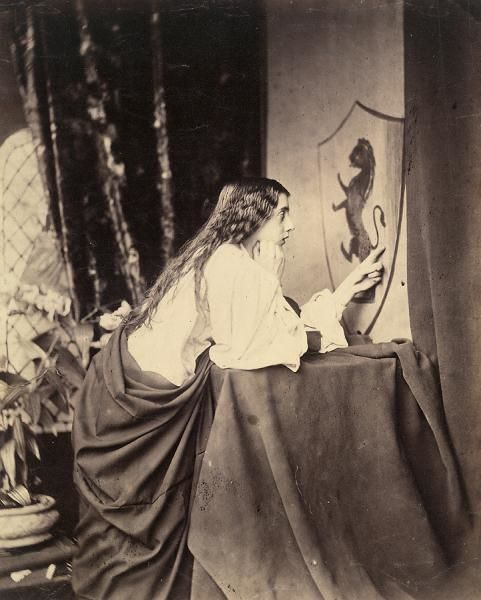
Elaine de Astolat contemplando el escudo de Lancelot, 1859.
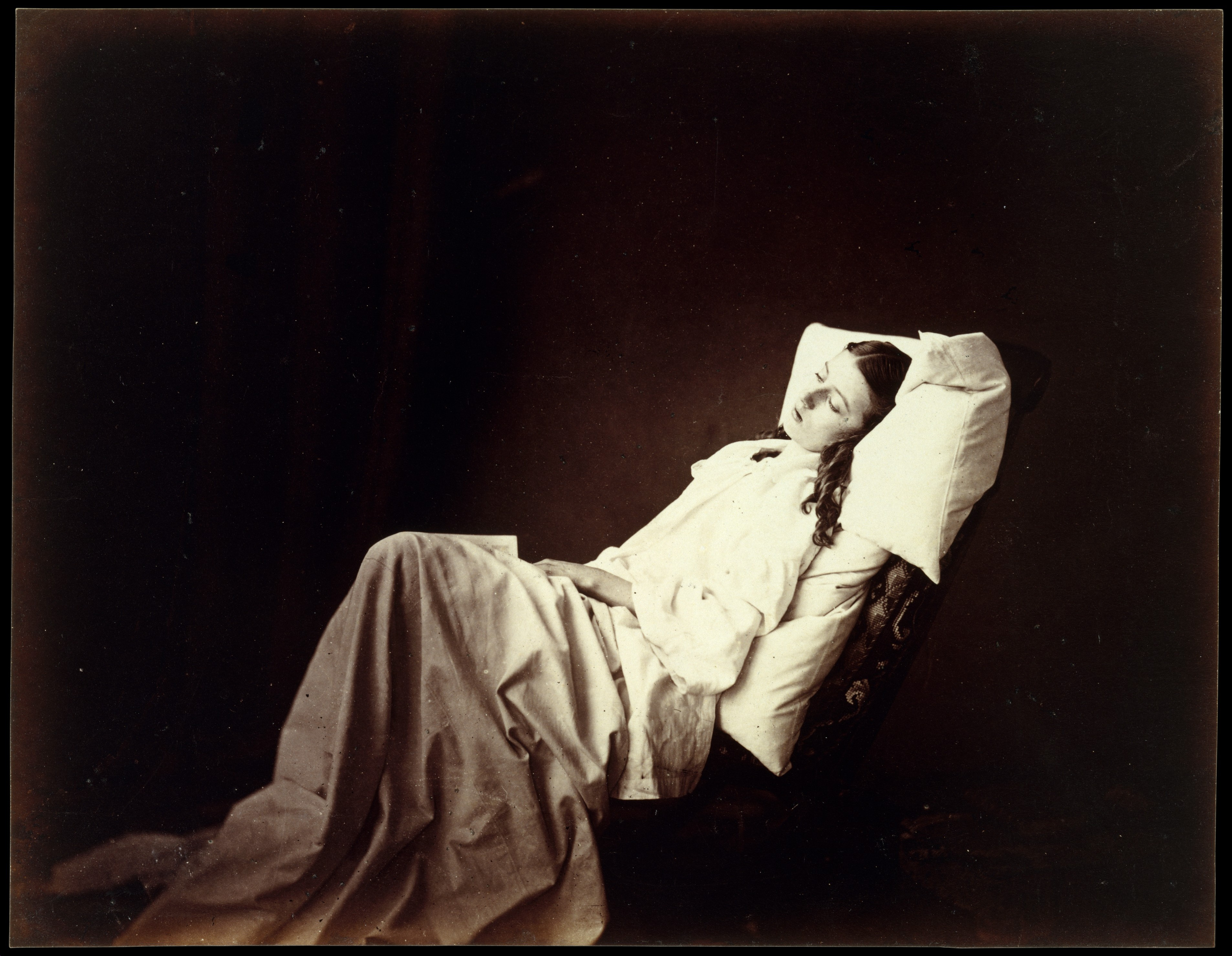
Ella nunca habló de su amor, 1857.
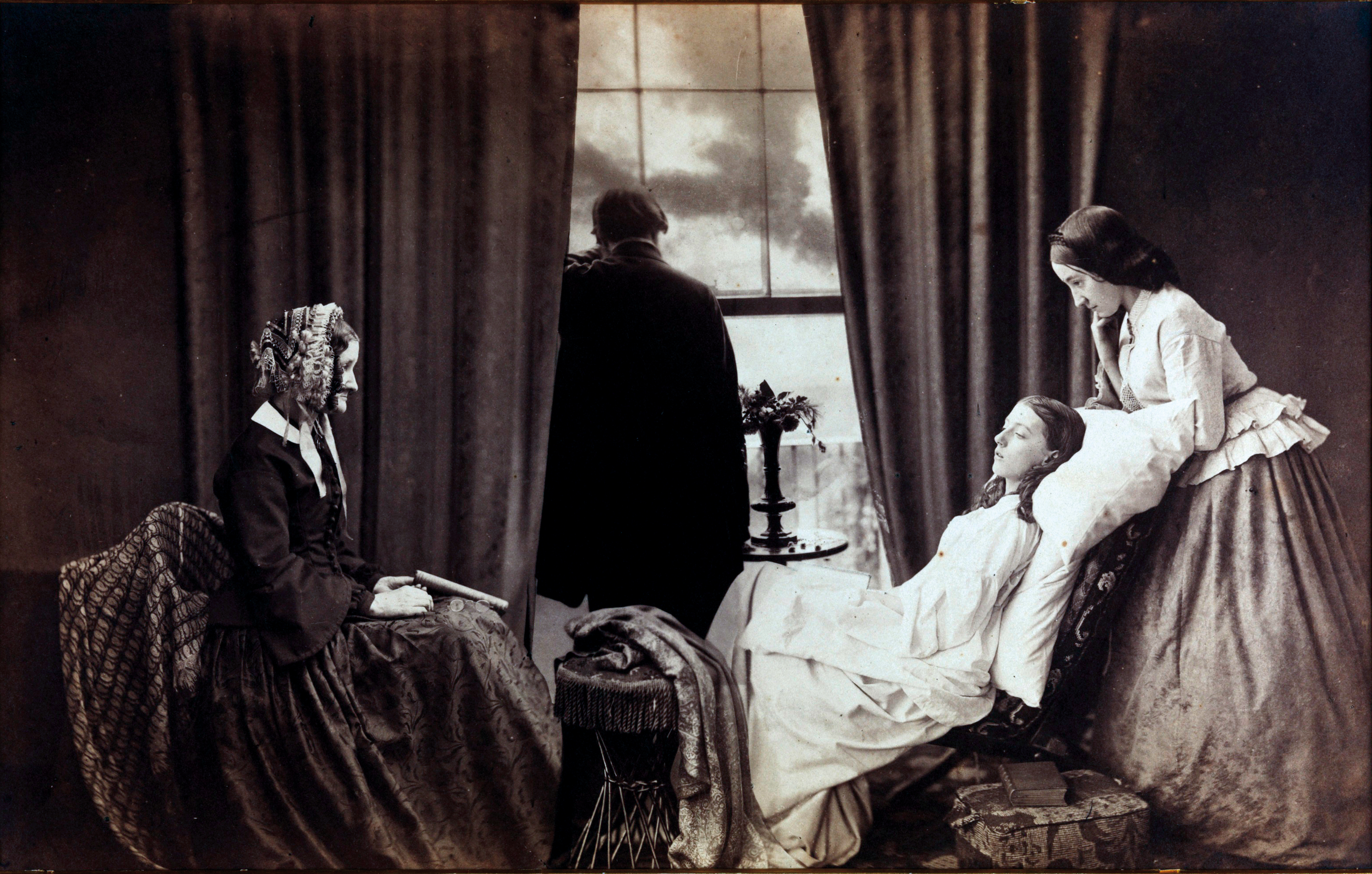
Desvanecimiento, 1858.
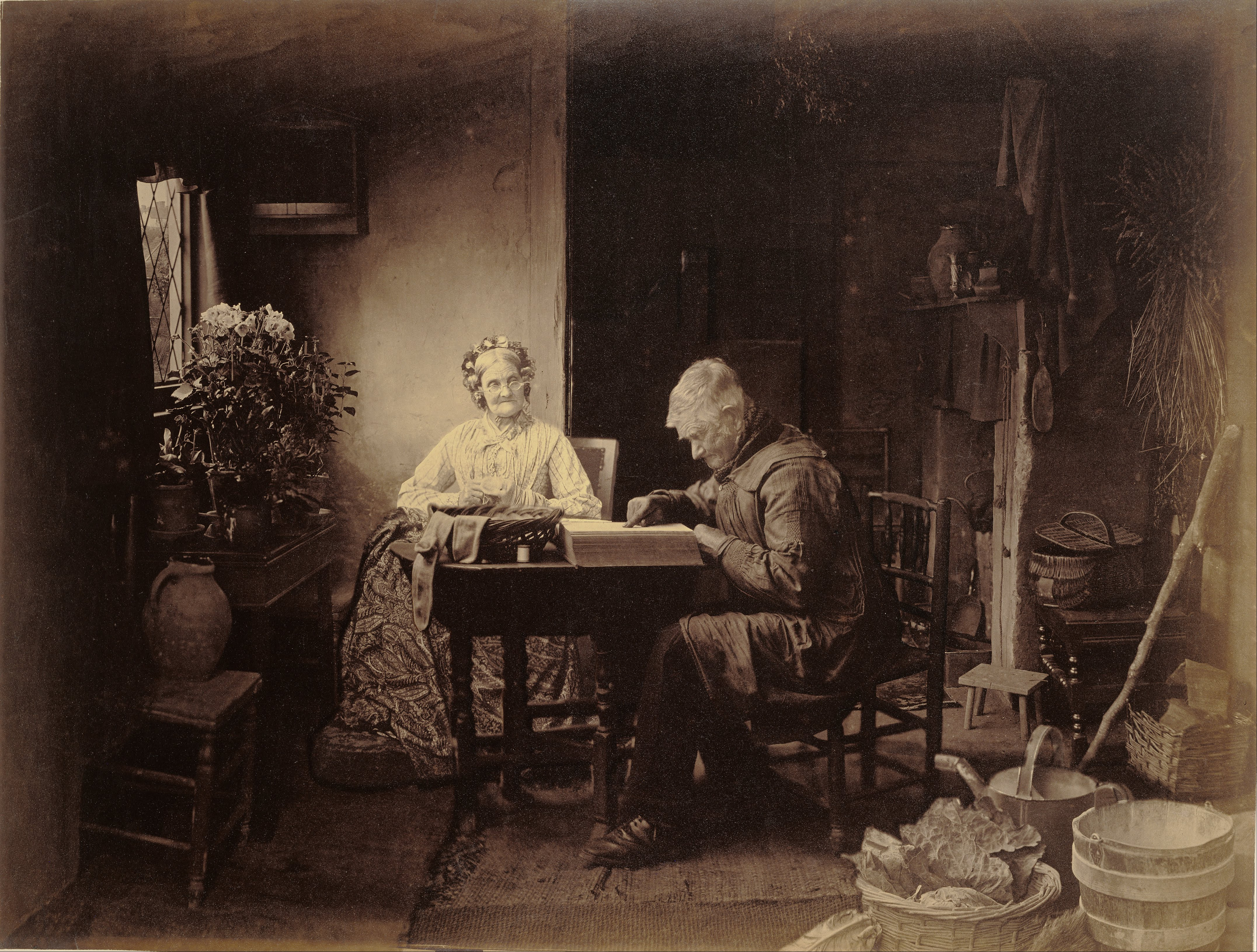
Fin del día, 1977.
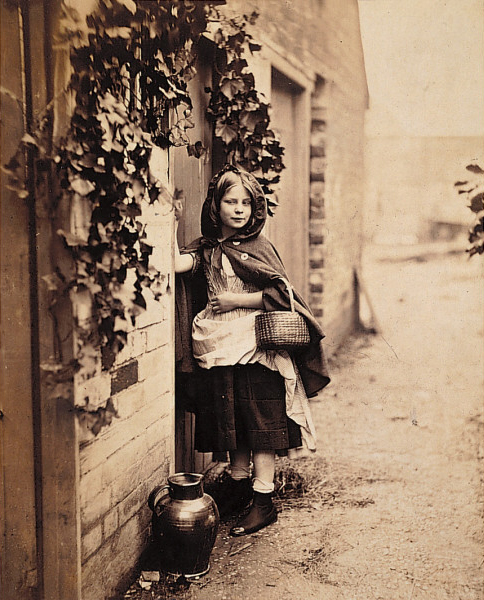
Caperucita Roja en la puerta de la casa de su abuela, 1858.
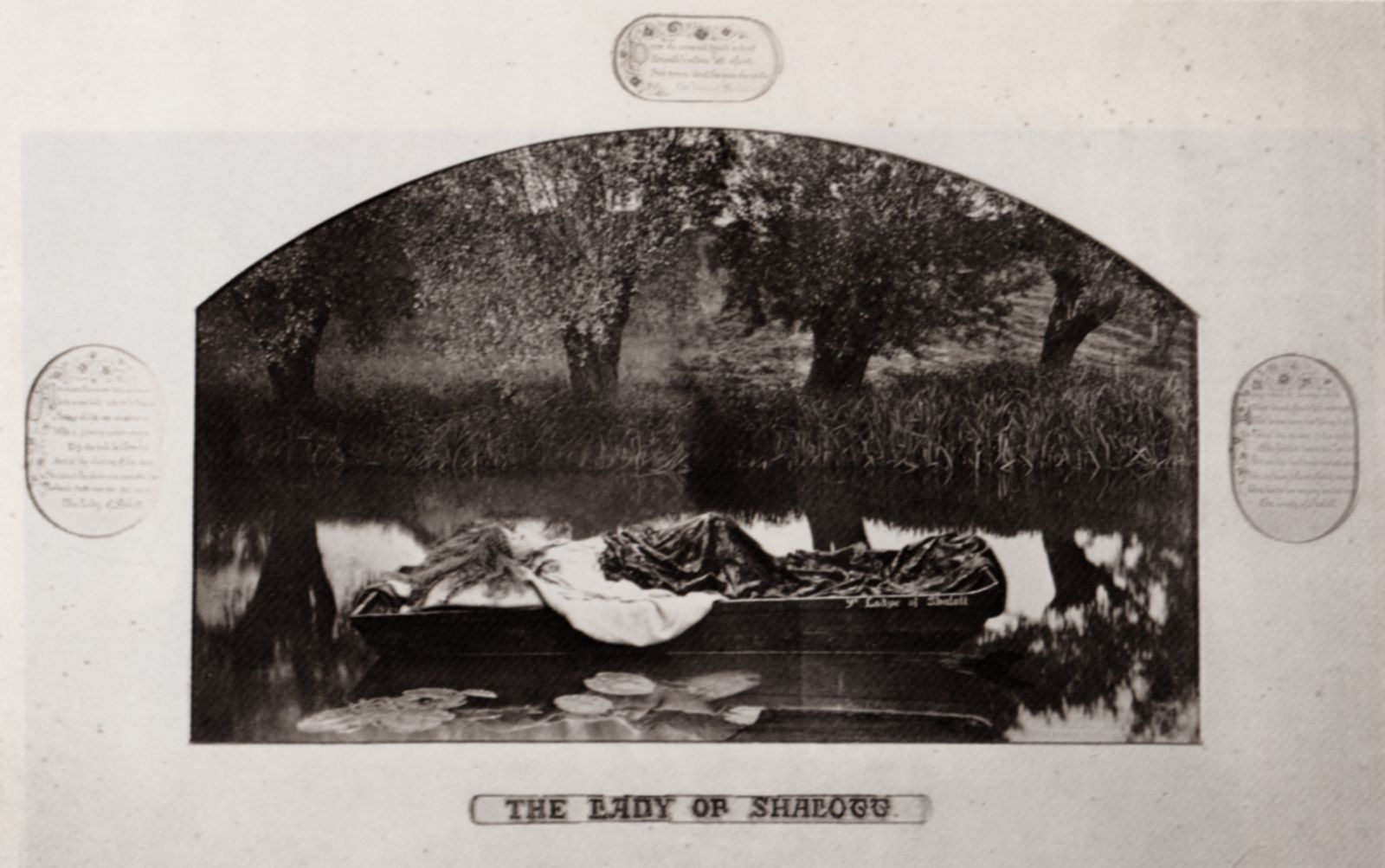
Dama de Shallot, 1861.